# Éditions Perrin
Ne doit pas être confondu avec Éditions Perrin des Lettres de Madame de Sévigné.
Pour les articles homonymes, voir Perrin.
Éditions Perrin est la marque d'une maison d'édition française fondée en 1827, aujourd'hui spécialisée dans l'histoire, appartenant au groupe Editis.
La marque est exploitée par la Sogedif 12 avenue d'Italie Paris 13.

## Historique
Paul Didier travaille comme libraire à Paris à partir de 1825. Sa société, devenue en 1856 Didier et compagnie, est rachetée en 1884 par Émile Perrin (1828-1884) et prend alors le nom de Librairie académique Didier - Émile Perrin, libraire-éditeur. Émile Perrin avait fait fortune en s'associant à Eugène Plon (1836-1895) et Louis-Robert Nourrit pour former Plon, Nourrit et Cie et revendu ses parts en 1883.
Sa première spécialité est de publier les discours de l'Académie française et les ouvrages des membres de l'Institut. Dès la fin du XIXe, cette maison d'édition s'oriente vers l'histoire et publie aussi les mémoires des personnalités, voire quelques romans. André Gide y publie l'un de ses premiers livres en 1909.
Devenue la Librairie académique Perrin et Cie, elle forme entre autres Ernest Flammarion aux métiers du livre. Elle est dirigée jusqu'en 1945 par une structure familiale liée aux Didier-Perrin. En 1959, elle est rachetée par les Presses de la Cité, le directeur devient Marcel Jullian. Le groupe Presses de la Cité est repris par Havas en 1986, avec ses différentes marques dont Plon et Perrin ; il est ensuite absorbé par la Compagnie Générale des Eaux en 2000. En 2001, Havas devient Vivendi Universal Publishing avant d'être revendu à Hachette sous la marque Editis. La forte concentration des activités du groupe Hachette le contraint à se séparer d'une partie du groupe absorbé. En 2004, Perrin avec plusieurs marques de littérature générale est revendu au groupe Wendel, alors dirigé par Ernest-Antoine Sellière. Les conditions de cette opération sont contestées en justice.
Dans les années 1990, Perrin, Plon et Orban sont regroupés dans une même structure qui devient Plon-Perrin, dirigée par Olivier Orban. De 1995 à 2009, Xavier de Bartillat est directeur général adjoint de Plon-Perrin et exerce la direction de la marque Perrin. C'est sous son impulsion que la collection de poche Tempus est lancée. On lui doit également quelques coups éditoriaux comme la publication des mémoires du général Aussaresses. Peu après le rachat de Vivendi Universal Publishing par Wendel et Ernest-Antoine Seillière, Xavier de Bartillat, proche de son nouvel actionnaire, sépare Plon de Perrin en 2005, jusqu'à son licenciement en 2009. Plon et Perrin sont alors à nouveau rassemblés, toujours dirigés par Olivier Orban, le second se recentrant sur l'Histoire, sous la direction de Benoît Yvert.
Depuis 2013, Perrin est un département de la Sogedif, filiale d'Editis.

## Collections
- Tempus[8]
- Pour l'histoire
- Biographies
- Maîtres de guerre.

## Auteurs emblématiques
- Colette Beaune
- Jean des Cars
- André Castelot
- Alain Decaux
- René Grousset
- François Kersaudy
- Bernard Lecomte
- François Mauriac
- Jean-Christian Petitfils
- Jean Sévillia
- Augustin Thierry
- Violaine Vanoyeke